# Ben Sahar
Ben Sahar (hebreiska: בן סהר), född 10 augusti 1989 i Holon, Israel, är en israelisk fotbollsspelare som spelar för APOEL, på lån från Hapoel Be'er Sheva.
Sahar fångade Chelseas intresse under en U16-match mot Irland 2004 och har sedan dess spelat för Israels U21-landslag och Israels seniorlandslag. Innan han värvades av Chelsea hade han kontrakt med Hapoel Tel-Aviv, men hann inte spela någon match för klubben eftersom han uppflyttades till A-laget av tränaren Itzhak Shum efter att övergången till Chelsea blivit klar, före säsongens början 2006/2007.
Innan han kom till Chelsea skaffade han polskt medborgarskap. Han hade möjligheten att göra detta då hans mor, Batya, är av polsk-judisk härkomst. Detta gav honom automatiskt tillstånd att spela i Storbritannien, eftersom Polen är ett av medlemsländerna i EU.

## Klubbkarriär

### Chelsea
Ben Sahar skrev kontrakt med Premier League-klubben Chelsea i maj 2006. Övergångssumman var på 320 000 pund.
Han kallades upp till Chelseas trupp inför ett möte mot Macclesfield Town i FA-cupen den 6 januari 2007, och gjorde sin debut då han kom in som avbytare för Salomon Kalou i den 76:e matchminuten. Han gjorde sin debut i Premier League den 13 januari 2007 då han ersatte Arjen Robben i den 82:a minuten av matchen mot Wigan Ahtletic.
Sahar gick till Championship-laget Queens Park Rangers på lån i början av säsongen 2007/2008, den 26 juli 2007, för en tremånadersperiod. Han följde upp detta genom två mål i en försäsongsmatch mot Fulham där QPR vann med 2-1. Lånet förlängdes därefter till den 2 januari 2008. Efter att Sahar återvänt till Chelsea efter en skadedrabbad period i QPR lånades han ut på nytt, denna gång till Sheffield Wednesday den 21 februari 2008. Lånet förlängdes till den 19 april och sedan återigen till slutet av säsongen den 4 maj 2008. Sahar gjorde sitt första mål för Sheffield Wednesday mot Crystal Palace den 22 mars 2008.

### Portsmouth
Sahar gick till Premier League-klubben Portsmouth på ett sex månader långt lån den 1 juli 2008. Han fick tröjnummer 26. Han spelade regelbundet för Portsmouth under försäsongen, gjorde 7 framträdanden och flera mål, bland annat mot den nigerianska toppklubben Kano Pillars, mot sydafrikanska Ajax Cape Town och mot Conference South-laget Havant & Waterlooville.

### Espanyol
Sahar flyttade, efter att ha varit på lån till holländska De Graafschap, till Espanyol i La Liga för 1 miljon pund, sommaren 2009. Hans första match spelades på den nya arenan Estadi Cornellà-El Prat där man tog emot engelska Liverpool. Espanyols Luis García inledde målskyttet och Ben Sahar gjorde ytterligare två mål för att fastställa slutresultatet 3–0.

### APOEL
Den 31 juli 2020 lånades Sahar ut av Hapoel Be'er Sheva till APOEL på ett tvåårigt låneavtal.

## Landslagskarriär
Ben Sahar gjorde sin debut för Israels U21-landslag den 7 oktober 2006 i en playoff-match mot Frankrike. Han gjorde Israels enda mål i bortamatchen, som slutade 1-1.
Den 7 februari 2007, 17 år och 6 månader gammal, blev Sahar den yngsta spelaren någonsin att spela för Israels landslag, i en vänskapsmatch mot Ukraina. Han gjorde sitt andra framträdande för landslaget mot England den 24 mars 2007, då han kom in som avbytare i den 69:e minuten. Sahar blev den yngsta spelaren att göra mål för Israel i sitt tredje framträdande för laget den 28 mars 2007, då han gjorde två mål mot Estland som en avbytare i Israels 4–0-vinst.